# アーニー・ロビンソン
アーニー・ポール・ロビンソン（Arnie Paul Robinson、1948年4月7日 - 2020年12月1日）は、アメリカ合衆国の男子陸上競技選手。1970年代を代表する走幅跳の選手の一人で、1972年ミュンヘンオリンピック、1976年モントリオールオリンピックに出場し、モントリオールでは金メダルを獲得。ミュンヘンでも銅メダルを獲得した選手である。

## 主な実績
| 年   | 大会                   | 場所                       | 種目   | 結果 | 記録  |
| ---- | ---------------------- | -------------------------- | ------ | ---- | ----- |
| 1970 | ユニバーシアード       | トリノ(イタリア)           | 走幅跳 | 2位  | 7.78m |
| 1971 | パンアメリカンゲームズ | カリ(コロンビア)           | 走幅跳 | 1位  | 8.02m |
| 1972 | オリンピック           | ミュンヘン(西ドイツ)       | 走幅跳 | 3位  | 8.03m |
| 1975 | パンアメリカンゲームズ | メキシコシティ(メキシコ)   | 走幅跳 | 2位  | 7.94m |
| 1976 | オリンピック           | モントリオール(カナダ)     | 走幅跳 | 1位  | 8.35m |
| 1977 | IAAFワールドカップ     | デュッセルドルフ(西ドイツ) | 走幅跳 | 1位  | 8.19m |